# Europe India Gateway
Pour les articles homonymes, voir EIG.
 (novembre 2023).
Le contenu est difficilement compréhensible vu les erreurs de traduction, qui sont peut-être dues à l'utilisation d'un logiciel de traduction automatique.
L'Europe India Gateway (EIG) est un câble sous-marin de l'océan Atlantique et de l'océan Indien reliant le Royaume-Uni et l'Inde via la mer Méditerranée. en passant le Royaume-Uni, le Portugal, Gibraltar, Monaco, la France, la Libye, l'Égypte, l'Arabie saoudite, Djibouti, Oman, les Émirats arabes unis et l'Inde.

## Organisation et propriétaires
Le GIE est long d'environ 15 000 kilomètres. Il a été initialement conçu pour fournir jusqu'à 3,84 térabits par seconde, mais a été mis à niveau en 2015 et 2020. Le système de câble a été construit par Alcatel-Lucent  et TE Subcom (anciennement connu sous le nom de Tyco) et devait être achevé au deuxième trimestre 2010 . La construction du câble a coûté 700 millions de dollars et sa mise en service a eu lieu en 2011. Le EIG a été le premier système direct de fibre optique à haut débit entre la Grande-Bretagne et l'Inde.
Les investisseurs du EIG étaient un consortium de 18 sociétés de télécommunications, dont : AT&T ; Bharti Airtel ; BT Group ; Cable & Wireless Worldwide ; Djibouti Télécom ; Emirates Integrated Telecommunications Co. (du) ; Gibtelecom ; IAM ; Libyan Post Telecommunications & Information Technology Company ; Mauritius Telecom ; Monaco Telecom ; MTN Group ; Omantel, PT Comunicações, S.A. ; Saudi Telecom Company ; Telecom Egypt ; Telkom SA, et Verizon Business.

## Points d'atterrissage
Le système dispose de points d'atterrissage des câbles (Cable landing point) à, :
- Bude, UK
- Sesimbra, Portugal
- Gibraltar
- Marseille[7], France
- Monaco
- Tripoli, Libye
- Alexandrie, Egypte puis par voie terrestre vers Suez, Égypte, puis sous-marin à nouveau
- Jeddah Arabie Saoudite
- Djibouti
- Mascate, Oman
- Fujairah[8], Émirats arabes unis
- Mumbai[9], Inde

En février 2020, Ciena a annoncé qu'elle avait achevé une mise à niveau majeure du câble afin d'augmenter la capacité pour le trafic commercial international, ajoutant 24,3Tbit/s de capacité de transport d'informations, avec une augmentation de l'efficacité spectrale de 52%. Le EIG peut désormais transporter jusqu'à 400 Gbit/s par longueur d'onde, ce qui augmente la capacité par canal sur de plus longues distances.

## Pannes et incidents
En mars 2013, le câble EIG a été coupé près de l'Égypte. Quelques jours plus tard, le câble I-ME-WE et SEA-ME-WE 4 a également été coupé près de l'Égypte, soi-disant par des plongeurs.
En février 2018, le Sunday Times a rapporté que l'infrastructure du site d'atterrissage britannique des câbles Apollo, GLO-1 et Europe India Gateway avait été trouvée presque entièrement non protégée. Leur reporter a pu accéder aux locaux sans être interpellé, et a trouvé la porte de la salle des générateurs non verrouillée et laissée entrouverte. Vodafone, qui gère l'installation, a déclaré qu'il n'avait pas atteint les équipements critiques et "n'aurait pas pu interrompre le fonctionnement de l'installation".

## Source
- (en) Cet article est partiellement ou en totalité issu de l’article de Wikipédia en anglais intitulé « Europe India Gateway » (voir la liste des auteurs).